# تاكويا ماروتاني
تاكويا ماروتاني (باليابانية: 丸谷 拓也) (30 مايو 1989 في اليابان – )؛ هو لاعب كرة قدم ياباني سابق كان يلعب كلاعب وسط.

## وصلات خارجية
- تاكويا ماروتاني على موقع الاتحاد الدولي (مؤرشف)  (الإنجليزية)
- تاكويا ماروتاني على موقع رابطة كرة القدم اليابانية للمحترفين (اليابانية)
- تاكويا ماروتاني على موقع قاعدة بيانات كرة القدم.إي يو (الإنجليزية)
- تاكويا ماروتاني على موقع Soccerway.com (الإنجليزية)
- تاكويا ماروتاني على موقع عالم كرة القدم.نت (الإنجليزية)
- تاكويا ماروتاني على موقع كووورة
- تاكويا ماروتاني على موقع AS.com (الإسبانية)